# Advise & Consent
Advise & Consent (conocida en español con los títulos de Tempestad sobre Washington en España y Tormenta sobre Washington en Hispanoamérica) es una película estadounidense de 1962, dirigida y producida por Otto Preminger. Está basada en la novela homónima best-seller de 1959 ganadora del Premio Pulitzer de Allen Drury.

## Sinopsis argumental
Robert Leffingwell es el candidato presidencial a secretario de Estado. Antes de su aprobación por el Senado, ha de superar una investigación sobre su persona. El presidente del comité, el idealista Brig Anderson, descubre un pasado de turbias maniobras políticas, incluyendo la pasada pertenencia de Leffingwell a una célula comunista. Cuando Leffingwell testimonia sobre sus inclinaciones ideológicas, parece probar su inocencia. Sin embargo, Anderson descubrirá más tarde que ha mentido, oponiéndose a que sea confirmado. 
Esto lleva a que sea chantajeado por un senador favorable a la candidatura, que le amenaza anónimamente con revelar una antigua relación homosexual, durante su servicio en el ejército en Hawai.